# Lauren C. Mayhew
Lauren Courtney Mayhew (27 de noviembre de 1985) es una cantante y actriz estadounidense. Trabajo para la World Wrestling Entertainment como la anunciadora del ring de ECW

## Biografía
Mayhew nació en Tampa, Florida hija de David Mayhew, un cirujano ortopédico y Sharon Mayhew, una enfermera. Tiene una hermana llamada Briana, que nació el 30 de septiembre de 1988. A la edad de 8 años, ella inició en la serie PBS. A la edad de 9 era finalista en la competencia nacional de Wilhemnia. Un juez, Marilyn Zitner, que era encargado en Nueva York, la firmó. Ella reservó el papel de Marah Lewis en ' ' Luz de guía ' '.
Lauren tomó una rotura de la actuación y firmó con Sony Records para ser parte del grupo PYT, con el cual se encendió lanzar un álbum y viajar Destiny's Child, 'N SYNC, y Britney Spears. Lauren se realizó en el preshow para el Super Bowl en 2001, y se ha ofrecido en compartimientos numerosos con PYT. Ella también ha aparecido en vídeos musicales con Mandy Moore, Faith Hill y dos de sus propios vídeos musicales con PYT. Después de que PYT rompiera, ella ensambló a su compañera anterior Lydia Bell en un nuevo grupo llamado "Turning Point." 
En su principio del largometraje, de New Line Cinema ' ' Raise Your Voice ' ' , Lauren esteralizó, como el archirrival de Hilary Duff '"Robin" un papel que permitió que ella se transformara en una diva cínica y malévola por primera vez. Apareció más adelante en direct-to-video la película ' ' American Pie Presents: Band Camp ' ' como Arianna, la v lujuria de la vida de Matt Stifler'.
También ha sido invitada a shows como: CSI, CSI: Miami, La ley y el orden, Joan of Arcadia, Medical Investigation,  y Sueños Americanos.
Lauren está involucrtada en La alianza para el conocimiento de los desórdenes de alimentación, una organización caritativa que ayuda a prevenir estos desórdenes.
En 2006 lanzó un álbum como solista llamado Mayhew, disponible en iTunes. Ella apenas se ha graduado de la UCLA en Los Ángeles.

## WWE
El 22 de septiembre de 2009, Lauren debutó como anunciadora del ring en la WWE en la Marca ECW  durante las grabaciones en Tulsa, Okla.
Martes 24 de septiembre, Lauren fue despedida de WWE, Los motivos aún se desconocen.

## Filmografía
| Año  | Título                           | Rol               | Notas                                         |
| ---- | -------------------------------- | ----------------- | --------------------------------------------- |
| 1998 | Guiding Light                    | Marah Lewis       | 4 de agosto de 1998 - 23 de junio de 1999     |
| 1999 | Safe Harbor                      | Sandy             | "Can't Touch That"                            |
| 2002 | Law & Order                      | Melissa Gelson    | "Girl Most Likely"                            |
| 2003 | American Dreams                  | Melissa Gelson    | 3 episodios                                   |
| 2003 | Real Access                      | Anfitriona        | The N                                         |
| 2004 | Raise Your Voice                 | Robin Childers    |                                               |
| 2005 | Medical Investigation            | Sudie Miller      | "Spiked"                                      |
| 2005 | Joan of Arcadia                  | Elle              | "The Rise & Fall of Joan Girardi"             |
| 2005 | CSI: Crime Scene Investigation   | Candice Mosti     | "4x4"                                         |
| 2005 | CSI: Miami                       | Stephanie         | "Under Suspicion"                             |
| 2005 | American Pie Presents: Band Camp | Arianna           |                                               |
| 2006 | In the Mix                       | Estrella invitada | Como ella misma                               |
| 2008 | Private High Musical             | Ashley Slutsky    | Serie web de YouTube                          |
| 2009 | Valley Peaks                     | Stacy             | "Welcome to the VP" (Temporada 1, episodio 1) |
| 2009 | Frat Party                       | Kelly             |                                               |